# Ноккхой
Ноккхой (также нокхой, нокхкхой, ноккой чечен. Ноккхой) — чеченский тайп, проживающие в Аухе представители тайпа входят тукхум Овхой. Чеченский писатель и поэт Мамакаев М. А. указал ноккхой в списке чеченских тайпов.

## История
Чеченский исследователь-краевед, педагог и народный поэт А. С. Сулейманов, зафиксировал представителей тайпа в следующих населённых пунктах: Кешен-Аух и Юрт-Аух. Тайп состоит из следующих фамилий: Атаевы, Алиевы, Витаевы, Гиримовы, Дудаевы, Лулаевы, Хаджимурадовы, Эдиевы, (Юрт-Аух). Также несколько семей в Иордании называли свой тайп как ноккхой, однако, согласно последним данным выяснилось, что эти семьи относятся к другому тайпу. Ноккхой своим родоначальником считают человека по имени Ноккхо. Некоторые тайп ошибочно называют «ногӀий».
Советский и российский лингвист, кавказовед, доктор филологических наук, почётный академик Академии наук Чеченской Республики Ю. Дешериев, сообщает, что, по преданию, тайп ноккхой, наряду с некоторыми другими, считается собственно ауховским, и, по его же мнению, ноккхой следует отнести к тайпам, названия которых, на данный момент не поддаются этимологическому объяснению. В некоторых источниках указывается, что название тайпа связано с ременсленными занятиями.

## Известные Ноккхой
- Эльдар Ауховский — наиб имама Шамиля.